# Северная Македония на Паралимпийских играх
Северная Македония дебютировала на Паралимпийских играх в 1996 году в Атланте, отправив единственного своего представителя — Бранимира Йовановского — на соревнования по стрельбе. С этого момента Северная Македония является бессменным участником летних Паралимпийских игр, но направляет небольшие делегации. В зимних Паралимпиадах Республика Македония не участвовала. За историю участия Республики Македонии выступали всего три спортсмена: Бранимир Йовановский (1996—2004), Ванчо Каранфилов (2000—2012) и Оливера Наковская (2004—2012).
Первую медаль принёс Ванчо Каранфилов в 2004 году в Афинах в стрельбе из пневматического пистолета (категория SH1) с 10 м. В 2012 году в Лондоне Оливера Наковская-Быкова стала первой паралимпийской чемпионкой от Республики Македонии в той же стрельбе из пневматического пистолета SH1 с 10м, установив новый мировой рекорд и паралимпийский рекорд в квалификации в категории P2 (381 очков), а также набрав в финале 475,7 очков.
Ранее спортсмены Северной Македонии выступали за сборную Югославии: в 1980 году на Паралимпиаде две бронзовые медали взял Вангел Забев в плавании. В 1992 году на правах независимых участников Йовановский одержал победу в стрельбе из пневматического пистолета (категория SH1).

## Медалисты

### За Республику Македонию
| Медаль | Спортсмен                | Год         | Вид спорта | Дисциплина                            | Результат   |
| ------ | ------------------------ | ----------- | ---------- | ------------------------------------- | ----------- |
| 2      | Ванчо Каранфилов         | Афины 2004  | Стрельба   | Мужчины, пневматический пистолет, SH1 | 661,6 очко  |
| 1      | Оливера Наковская-Быкова | Лондон 2012 | Стрельба   | Женщины, пневматический пистолет, SH1 | 475,7 очков |

### За СФРЮ
| Медаль | Спортсмен    | Год        | Вид спорта | Дисциплина                       |
| ------ | ------------ | ---------- | ---------- | -------------------------------- |
| 3      | Вангел Забев | Арнем 1980 | Плавание   | 50 м, вольный стиль, E1          |
| 3      | Вангел Забев | Арнем 1980 | Плавание   | 3x50 м, комплексное плавание, E1 |

### Как независимые
| Медаль | Спортсмен            | Год            | Вид спорта | Дисциплина                            |
| ------ | -------------------- | -------------- | ---------- | ------------------------------------- |
| 1      | Бранимир Йовановский | Барселона 1992 | Стрельба   | Мужчины, пневматический пистолет, SH1 |